# Emilíana Torrini
Emilíana Torrini (* 16. Mai 1977 in Reykjavík, Island) ist eine isländische Sängerin, Komponistin und Musikproduzentin.

## Leben
Emilíana Torrini wuchs als Tochter eines aus Italien stammenden Gastwirts und einer Isländerin in Kópavogur, der zweitgrößten Stadt Islands, auf. Bereits mit sieben Jahren sang sie in einem Chor. Während Ferienaufenthalten bei Onkel und Tante in Mörfelden-Walldorf lernte sie Deutsch. Die auf ihren Reisen gewonnenen Eindrücke verarbeitete sie in selbstkomponierten Liedern. Ab ihrem 15. Lebensjahr ließ sie sich an einer Opernschule ausbilden. 1994 nahm sie mit der Band Spoon das gleichnamige Album auf.
Torrini war Mitglied der Band GusGus und übernahm Gesangsparts auf dem Album Polydistortion (1997). Der aus diesem Album stammende Titel Why findet sich bis heute auf den Setlists ihrer Konzerte.
1999 machte sie mit dem Album Love in the Time of Science, das von Tears-for-Fears-Gitarrist Roland Orzabal produziert wurde, weltweit auf sich aufmerksam. Aufgrund ihrer Herkunft und der Klangfarbe ihrer Stimme wurde sie von Kritikern häufig mit Björk verglichen, ihrer Labelkollegin bei One Little Indian Records. Torrini distanzierte sich aber von Anfang an von diesem Vergleich.
2000 erschien die CD Stuck Between Rock and a Hard Place – ein Projekt mit vier weiteren Künstlern unter dem Namen NUD. 2001 wurde ihr Lied To Be Free für den Spielfilm Verrückt/Schön verwendet. 2002 sang sie für den Film Der Herr der Ringe: Die zwei Türme das Titellied Gollum’s Song und war Gastsängerin auf dem Album The Richest Man in Babylon von Thievery Corporation.
2004 wurde sie für die Komposition und die Produktion von Kylie Minogues Hit Slow für einen Grammy nominiert. 2005 erschien ihr fünftes Album Fisherman’s Woman, auf dem sich Emilíana Torrini von einer ganz anderen musikalischen Seite präsentiert. Die Lieder werden größtenteils nur von akustischer Gitarre begleitet, ohne elektronische Hilfsmittel. Im selben Jahr war Torrini Mitglied der Jury der Filmfestspiele von Venedig.
Ihr Album Me and Armini, das sich in seiner eher poporientierten Ausrichtung von den Vorgängerwerken unterscheidet, erschien 2008. Aus diesem Album stammt Torrinis in Deutschland bislang erfolgreichstes Lied Jungle Drum, das im März 2009 in Deutschland veröffentlicht wurde. Nachdem der Titel am 21. Mai 2009 in der Final-Folge der Fernsehsendung Germany’s Next Topmodel gespielt wurde, gelang ihr der große Durchbruch: Einen Tag nach der Sendung stieg der Song auf Platz 1 der iTunes-Charts, kurze Zeit später durch die Download-Verkäufe auf Platz zwei der deutschen Singlecharts, nach dem Erscheinen auf CD auf Platz 1. Torrini wurde schließlich im September 2009 für den Verkauf von 300.000 Jungle Drum-Einheiten mit Platin ausgezeichnet und schaffte es auf Platz zwei der deutschen Jahrescharts. Außerdem wurde Torrini in der Kategorie „Hit des Jahres“ für den Echo 2010 nominiert.
2013 erschienen das Album Tookah sowie die Single Speed of Dark.
Emilíana Torrini lebt in England, nach zwei Jahren in Bath seit 1999 in Brighton.
2016 gehörte Torrini zur Jury für den Anchor – Reeperbahn Festival International Music Award.

## Diskografie

### Alben
- 1994: Spoon
- 1995: Crouçie d’où là
- 1996: Merman
- 1999: Love in the Time of Science
- 2005: Fisherman’s Woman
- 2008: Me and Armini
- 2009: Me and Armini EP
- 2009: Rarities
- 2013: Tookah
- 2016: The Colorist & Emiliana Torrini
- 2023: Racing the Storm
- 2024: Miss Flower

### Singles
- 1999: Baby Blue
- 1999: Dead Things
- 1999: To Be Free
- 2000: Easy
- 2000: Unemployed in Summertime
- 2005: Sunnyroad
- 2005: Heartstopper
- 2009: Jungle Drum
- 2009: Me and Armini
- 2013: Speed of Dark